# 五星花
五星花（学名：Pentas lanceolata），又名繁星花，为茜草科五星花属下的一种開花植物，原產於非洲大部分地區及也門，是一種蝴蝶园中的常見的園藝植物。